# Поклик моря (фільм)
«Поклик моря» (пол. Zew morza) — польський чорно-білий німий художній фільм, поставлений у жанрі мелодрами режисером Генриком Шаро в 1927 році. Фільм є раннім з збережених фільмів Генрика Шаро, одного з найбільш іменитих режисерів польського довоєнного кіно. Кінострічка, знята за сценарієм письменника Стефана Кедржинського, є прикладом фільму, призначеного для широкої публіки. Історія кохання переплітається із захоплюючими пригодами, які вперше в польському кіно відбуваються на морі. Додатковим плюсом є численні натурні сцени, у тому числі зняті в містах Гданську, Гдині та Пуцьку. До акторського складу увійшли найпопулярніші зірки тих років: Марія Малицька, Єжи Марр, Нора Ней. Коли було оголошено конкурс на дитячі ролі, роль 12-річного героя дісталася Тадеушеві Фієвському, який згодом став одним із видатних польських акторів.

## Сюжет
Дванадцятирічний Стах любить читати морські романи та мріє про подорожі далекими морями до екзотичних країн. Втікши з дому, він наймається юнгою на вітрильне судно. Через багато років Стах стає правою рукою капітана великого вітрильного судна та користується великою довірою власника судна Ван Лооса. Він також завойовує серце Йолі, дочки Ван Лооса. Боцман Мінке теж закоханий у Йолю. Однак після її відмови намагається поглумитися з неї. Стах, що вчасно настав, заступається за дівчину, а її батько звільняє боцмана. Негідник Мінці, що затаїв злість на Стаха, погрожує помститися йому. Ван Лоос пропонує Стаху стати його партнером та зятем. Стах погоджується та вирушає з цією новиною до своїх батьків.
У рідному селі він зустрічає Ганку, з якою був дружний у дитячі роки. Вона донька власника садиби, на території якої батьки Стаха орендують млин. Минула дружба та спогади притягують серця Стаха та Ганки один до одного. Стах вирішує розлучитися з Йолею і зізнається у своїй любові до Ганки. Проте її батьки зав'язли в боргах і, щоб допомогти їм, дівчина погоджується вийти заміж за багатого, але нелюбимого сусіда Кароля Скарського. У розпачі Стах вербується на великий військовий корабель і присвячує себе роботі над науковою працею. Коли боцман Мінке дізнається про це, він має намір вкрасти креслення винаходу Стаха, щоб вигідно продати їх контрабандистам, а заразом і поквитатися зі своїм старим кривдником. За допомогою дружків-контрабандистів Мінці вдається захопити Стаха і пов'язаного по руках і ногах хлопця кидають у трюм старого човна.
Тим часом фінансове становище батьків Ганки покращується і вона розриває свої заручини з ненависним їй Каролем Скарським та їде до Гданська, щоби знайти Стаха. Випадково вона дізнається про його викрадення та повідомляє військово-морське відомство, де служить Стах. У результаті погоні за контрабандистами, здійсненими військовими моряками, Стаха звільняють. Тепер ніщо не може завадити коханню Стаха та Ганки.

## У ролях
- Марія Малицька — 2 ролі: Ганка та заморська принцеса в перших сценах фільму
- Єжи Марр — 2 ролі: Стах і принц із перших сцен фільму
- Маріуш Машинський — Кароль Скарський, закоханий у Ганку
- Нора Ней — Йоля, дочка Ван Лооса (закохана в Стаха)
- Антоні Ружанський — мірошник, батько Стаха
- Юзефа Моджелевська — мельничиха, мати Стаха
- Октавіан Качановський — пан Остойський, батько Ганки
- Станіслава Слубицька — пані Остойська, мати Ганки
- Антоні Беднарчик — Ван Лоос, власник вітрильного судна
- Стефан Шварц — Рудольф Мінке, боцман
- Януш Жеєвський — вахтовий
- Олександр Манецький — вахтовий
- Ніна Шверчевська — покоївка
- Стефан Хнидзинський — батрак на млині
- Тадеуш Фієвський — Стах у дитинстві
- Кристина Длуголенцька — Ганка в дитинстві
- Ізабеля Калітович — міс Філліпс, гувернантка Ганки

1. ↑  Person Profile // Internet Movie Database — 1990.